# Йорданка Семкова
Йорданка Семкова е български учен електроинженер и физик, старши научен сътрудник I степен, професор, доктор на физическите науки и носител на „Народен орден на труда“ - златен, за участието си в проект „България-1300“. Пълното ѝ име е Йорданка Велкова Семкова - Панамска.

## Кратка биография
Родена е на 12 юни 1950 г. във Видин. Дъщеря е на видния държавник от близкото минало Велко Семков. Завършва математическата паралелка на видинската гимназия „Лиляна Димитрова“, след което се дипломира в Висшия машинно-електротехнически институт, София като електроинженер. През 1977 г. започва работа последователно в Централната лаборатория за космически изследвания към БАН, след това Института за космически изследвания, Института за слънчево-земни въздействия и най-накрая Института за космически изследвания и технологии. Доктор е на физическите науки със специалнист „Физика на океана, атмосферата и околоземното пространство“.

## Научни интереси и постижения
Има опит в космическото приборостроене, слънчево-земната физика и изследването на радиационните условия в космоса, заредените частици. Участва в над 40 международни космически проекти с Русия, Франция, САЩ, Италия, Япония – „Люлин“ и „Люлин-5“, „България 1300“ и „Интербол“, „Радиус-МД“, „Люлин-Ф“ и „Люлин-МО“, „Марс-96“, „Фобос-Грунт“ и „Екзо-Марс“.
Публикува над 300 научни труда и студии в български и чужди научни издания. През 2005 г. печели първа награда за научна разработка на Фонд „Научни изследвания“, а през 2011 г. е един от ръководителите на екипа, създал апаратурата „Люлин-Фобос“, изведена в космоса с международна автоматична станция за изследване на Марс.